# Piotr Dziedzic (literaturoznawca)
Piotr Mieczysław Dziedzic (ur. 1 lipca 1948 w Bielsku, zm. 3 października 2018 w Katowicach) – polski filolog angielski, doktor habilitowany nauk humanistycznych, nauczyciel akademicki Wydziału Filologicznego Uniwersytetu Śląskiego, specjalista w zakresie literaturoznawstwa amerykańskiego.

## Życiorys
W 1988 na podstawie napisanej pod kierunkiem Zbigniewa Lewickiego rozprawy pt. Obraz cywilizacji współczesnej w twórczości Thomasa Pynchona uzyskał na Wydziale Filologii Obcych Uniwersytetu Warszawskiego stopień naukowy doktora nauk humanistycznych dyscyplina literaturoznawstwo. Stopień doktora habilitowanego nauk humanistycznych w dyscyplinie literaturoznawstwo otrzymał w 2004 na Wydziale Filologicznym Uniwersytetu Śląskiego na podstawie dorobku naukowego oraz rozprawy pt. At the Corner of Liberty and Main: John Gardner, Raymond Carver, and the Generation of '31.
Był zatrudniony Instytucie Kultury i Literatury Brytyjskiej i Amerykańskiej Wydziału Filologicznego oraz w Instytucie Kultur i Literatur Anglojęzycznych tegoż wydziału. Zajmował także stanowisko profesora Katedry Filologii Wydziału Humanistycznego Wyższej Szkoły Zarządzania Marketingowego i Języków Obcych w Katowicach.
Uroczystości pogrzebowe odbyły się 6 października 2018 w Katowicach.